# Better Than Today
Better Than Today („По-добро от днес“) е песен от албума Aphrodite на австралийската певица Кайли Миноуг. Песента първоначално е написана и продуцирана от Нерина Палот и Анди Чатърли за албума на Палот Buckminster Fuller.
Миноуг презаписва песента през 2009, с продуцента Стюърт Прайс. Better Than Today е издаден на 3 декември 2010 като трети сингъл от албума Aphrodite.

## Лайф изпълнения
През 2009 Миноуг пее за първи път песента по време на For You, For Me Tour през 2009 г. Преди да изпее песента в Оукланд, тя казала „Знам, че ми отне доста време да стигна до САЩ, затова си помислих да ви я дам първо на вас...“. На 7 ноември 2010 изпълнила песента в The X Factor Великобритания.

## Формати и песни
- 7" винил

1. Better Than Today – 3:26
2. Better Than Today (Bills & Hurr Remix Edit) – 3:47

- CD single

1. Better Than Today – 3:26
2. Can't Get You Out of My Head (BBC Live Lounge Version) – 3:16

- CD single 2

1. Better Than Today – 3:26
2. Better Than Today (Bills & Hurr Remix) – 8:36
3. Better Than Today (The Japanese Popstars Mix) – 6:45
4. Get Outta My Way (BBC Live Lounge Version) – 3:40

- Digital EP

1. Better Than Today – 3:26
2. Better Than Today (Bills & Hurr Remix Edit) – 3:47
3. Better Than Today (The Japanese Popstars Mix) – 6:45
4. All the Lovers (BBC Live Lounge Version) – 3:33

- iTunes digital EP

1. Better Than Today – 3:26
2. Better Than Today (Bills & Hurr Remix Edit) – 3:47
3. Better Than Today (The Japanese Popstars Mix) – 6:45
4. Better Than Today (Monarchy 'Kylie Through the Wormhole' Remix) – 8:13
5. All the Lovers (BBC Live Lounge Version) – 3:33

- iTunes digital remixes EP

1. Better Than Today (Bimbo Jones Club Remix) – 7:34
2. Better Than Today (Bimbo Jones Radio Edit) – 3:09
3. Better Than Today (Bellatrax Remix) – 5:33
4. Better Than Today (Bellatrax Radio Edit) – 3:02